# Ламприма золотистая
Ламприма золотистая (лат. Lamprima aurata) — жук из семейства Рогачи.

## Описание

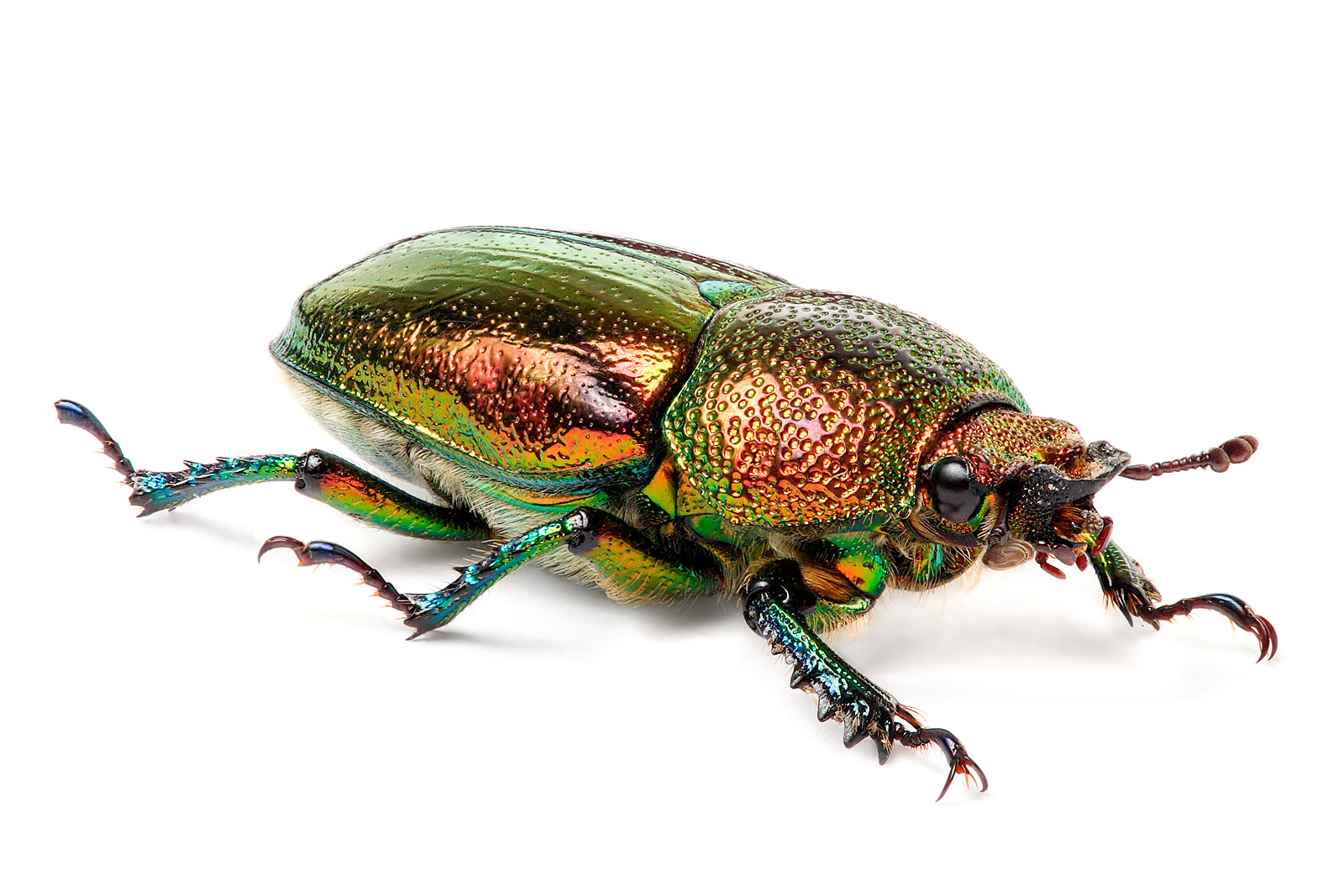
Самка

Длина тела 20—38 мм. Окраска обычно ярко-зелёная с золотисто-красным блеском. Характерен полиморфизм — встречаются особи с синей, сине-зелёной, красноватой, медной вариациями окраски. Жвалы самца умеренно развитые. Развит половой диморфизм. У самок жвалы развиты гораздо меньше. Переднеспинка в грубой и глубокой пунктировке.

## Ареал
Восточная Австралия, Новая Гвинея.

## Местообитания
Сухие леса и редколесье.

## Жизненный цикл
Личинки развиваются в мёртвой древесине видов семейства Казуариновые (Casuarinaceae): Eucalyptus umbra, эвкалипта промежуточного (Eucalyptus intermedia), казуарины Куннингама (Casuarina cunninghamiana), казуарины прибрежной (Casuarina littoralis).